# 格林福德
格林福德（Greenford）是位於倫敦西北伊靈區的一個郊區地區，在古代是米德塞克斯的一部分，距查令十字約有11英里（18公里）。這裡最著名的地標是霍森登山，高279英尺（85）。當地主要企業有英國麵包、 IBM等。